# Voglio una donnaaa!
Voglio una donnaaa! è un film del 1998 diretto da Luca e Marco Mazzieri.

## Trama
Mario Becchi, detenuto in un carcere per aver commesso degli atti osceni in luogo pubblico, racconta la sua vita ad una psicologa di nome Marta.